# Woodfjorden
Woodfjorden er en stor fjord på nordvestsiden af Spitsbergen på Svalbard. Fjorden går mod syd ind i landet, mellem Haakon VII Land i vest og Andrée Land i øst. Den munder ut i Ishavet mellem Velkomstpynten i vest og Gråhuken i øst. Fjorden er 64 kilometer lang og omkring 5 kilometer bred. 
Midtvejs går to fjorde mod vest – den store Liefdefjorden og den langt mindre Bockfjorden, sidstnævnte med varme kilder.
Inderst i fjordbunden går Woodfjorddalen med Woodfjordelven ind mod sydøst, fra kilder i Holtedahlfonna. Fjordsiderne er bratte, i vest når Riisefjella 1.305 meter ret op over fjorden, og i øst når Scott Keltiefjellet 1.368 meter op.
Området danner den østlige afgrænsning af Nordvest-Spitsbergen nationalpark.

## Eksterne kilder og henvisninger
- Om Woodfjorden, Liefdefjorden, Bockfjorden  –  på Norsk polarinstitutts websted.

79°44.3′N 14°5.3′Ø / 79.7383°N 14.0883°Ø